# Précompilateur
 (mai 2023).
Si vous disposez d'ouvrages ou d'articles de référence ou si vous connaissez des sites web de qualité traitant du thème abordé ici, merci de compléter l'article en donnant les références utiles à sa vérifiabilité et en les liant à la section « Notes et références ».
Le précompilateur est un programme informatique qui traduit le code source en un code pouvant être traité par le compilateur. C'est un cas particulier de préprocesseur appliqué à la compilation.